# Авдур
Авдур (азерб. Avdur) — село в Мирикендском сельском административно-территориальном округе Ходжавендском районе Азербайджана.

## География
Село Авдур входит в состав Мирикендского сельского административно-территориального округа Ходжавендского района, при этом в состав этого сельского административно-территориального округа входит также и село Мирикенд, которое является центром этого сельского административно-территориального округа. Село расположено в 22 км северо-западнее города Ходжавенда, в 2 км восточнее села Мирикенд, в 2 км западнее села Чоракли и в 3 км севернее села Гагартси. Авдур расположен в 5 км севернее трассы Ходжавенд — Ханкенди.

## История
В советский период село Авдур входило в состав Мирушенского сельсовета Мартунинского района Нагорно-Карабахской автономной области (НКАО) Азербайджанской ССР.
2 сентября 1991 года на совместной сессии Нагорно-Карабахского областного и Шаумяновского районного Советов народных депутатов была принята Декларация о провозглашении Нагорно-Карабахской Республики в границах Нагорно-Карабахской автономной области (НКАО) и сопредельного Шаумяновского района Азербайджанской ССР.
26 ноября 1991 года Верховный Совет Азербайджанский Республики принял Закон "Об упразднении Нагорно-Карабахской автономной области Азербайджанской Республики". В этом Законе было постановлено помимо упразднения Нагорно-Карабахской Автономной Области (НКАО), в том числе также и переименование Мартунинского района в Ходжаведский. Затем, решением Милли Меджлиса Азербайджанской Республики от 29 декабря 1992 года № 428 село Мирушен было переименовано в Мирикенд. В настоящее время село Авдур входит в состав Мирикендского сельского административно-территориального округа Ходжавендского района Азербайджана.
В результате Карабахского конфликта, село в начале 90-х годов ХХ-ого века попало под контроль непризнанной Нагорно-Карабахской Республики (НКР). Согласно административно-территориальному делению непризнанной республики находилось в составе Мартунинского района НКР и продолжало называться Авдур (арм. Ավդուռ).
Согласно Трёхстороннему Заявлению в ночь с 9 по 10 ноября 2020 года, подписанному по итогам Второй карабахской войны, село перешло под контроль Российских миротворческих сил.
В результате боевых действий в сентябре 2023 года Азербайджан восстановил свой контроль над селом.

## Население
По состоянию на 1 января 1933 года в селе проживало 606 человек (152 хозяйства), все  — армяне.